# Komlódy Zsolt
Komlódy Zsolt (Székesfehérvár, 1968. május 4. – 2017. március 13.) magyar öttusázó, az Alba Öttusa SE mesteredzője. Komlódy Zsolt Kulcsár Antal mesteredző hatására kezdett öttusázni.

## Életrajza
2017. március 13-án hunyt el súlyos betegségben. A székesfehérvári Hosszú temetőben helyezték el örök nyugalomra.